# Sorikmarapi
Le Sorikmarapi est un stratovolcan situé sur l'île de Sumatra en Indonésie. Son altitude est de 2 145 m et son cratère mesure 600 m de diamètre. C'est le point culminant du parc national de Batang Gadis. Sa dernière éruption date de 1986.